# Stationsplein (Zottegem)

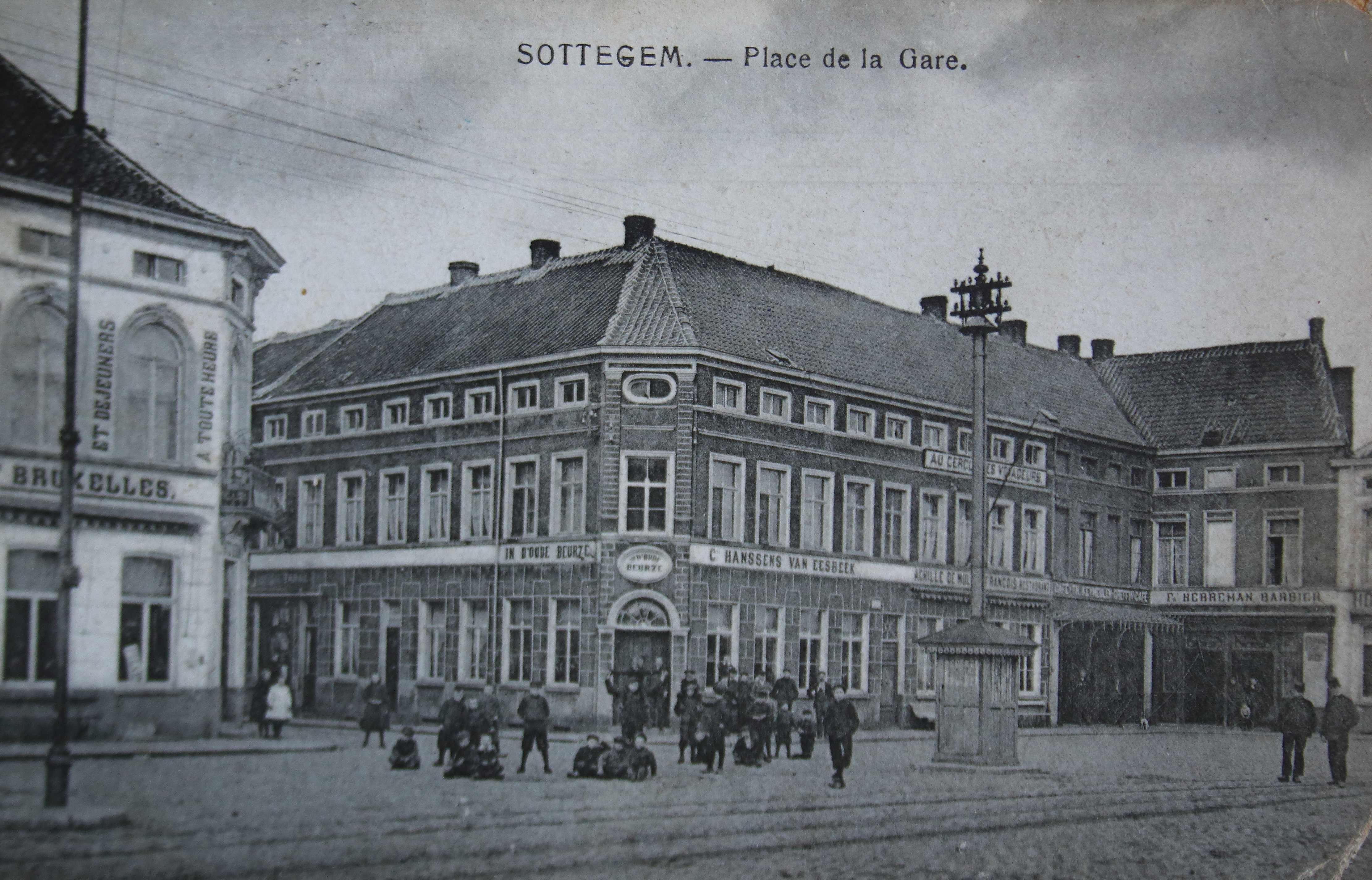
Het Stationsplein in Zottegem (historische prentbriefkaart)

Het Stationsplein is een plein in het Belgische Zottegem dat de Stationsstraat verbindt met het station van Zottegem. Het rechthoekige plein werd aangelegd als verbreding van de Musselystraat en de Van Aelbrouckstraat rond 1868. Het stationsgebouw uit 1867 werd in 1984 vervangen door een nieuw gebouw. Over het Stationsplein loopt de N454. Van 1994 tot 2014 overspande een boogvormige 'Centrumpoort' het begin van de Stationsstraat aan het Stationsplein. In 1994 en in 2015 werd het plein heraangelegd. Aan het Stationsplein staan verschillende bepleisterde en beschilderde panden uit de tweede helft van de 19de eeuw. In 1921 werd beslist een gedenkplaat op te hangen aan het station voor slachtoffer van de Eerste Wereldoorlog Richard De Winter. 
Op het plein waren (net zoals vandaag de dag nog) verschillende horecazaken voor (trein)reizigers: in het hoekhuis op nummer 6 was lange tijd Hôtel du Petit Bruxelles gevestigd met Restaurant Fritz Lebon, in het hoekhuis op nummer 7 In d'Oude Beurze en in het hoekhuis op nummer 11 Gasthof De Zwaan (Hôtel du Cygne)  en verder het Achturenhuis (Maison des 8 heures), t Land van Aalst, de Cercle des Voyageurs en de Vrye Muzikaele Kring. In 2024 werden drie voormalige horecazaken afgebroken (met behoud van de historische gevel) voor de bouw van een zorghotel. 

## Afbeeldingen

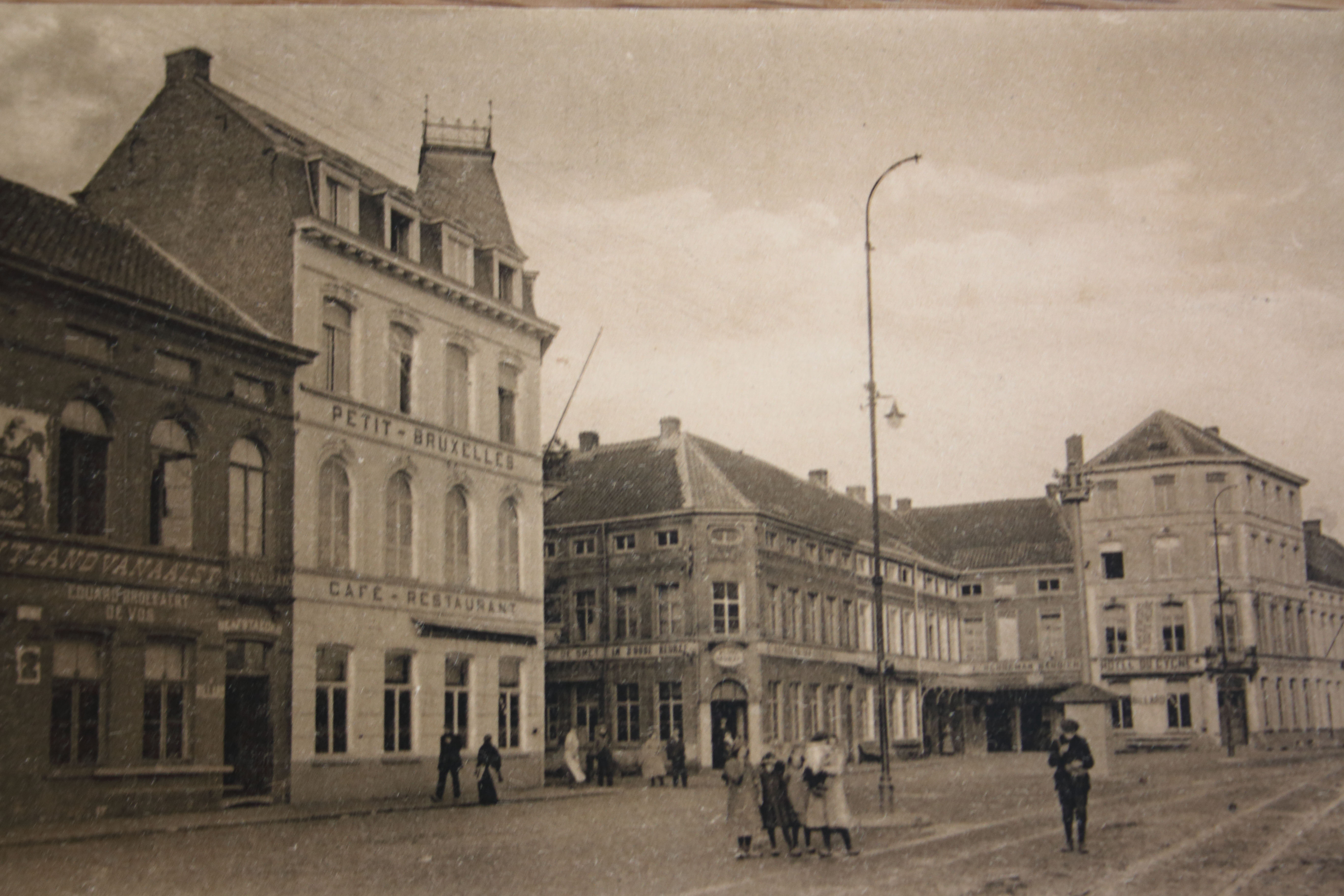
Historische prentbriefkaart
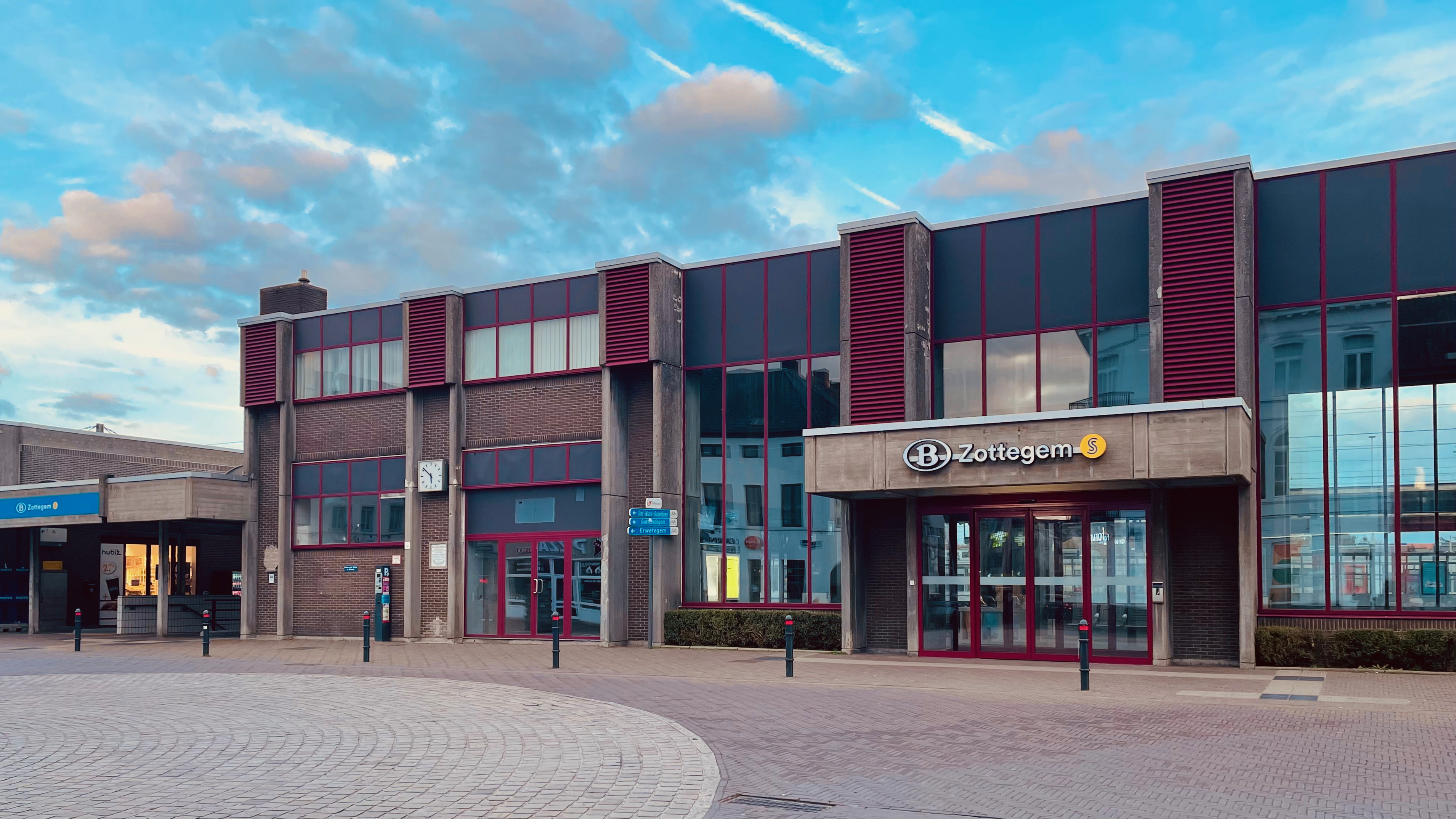
Station Zottegem
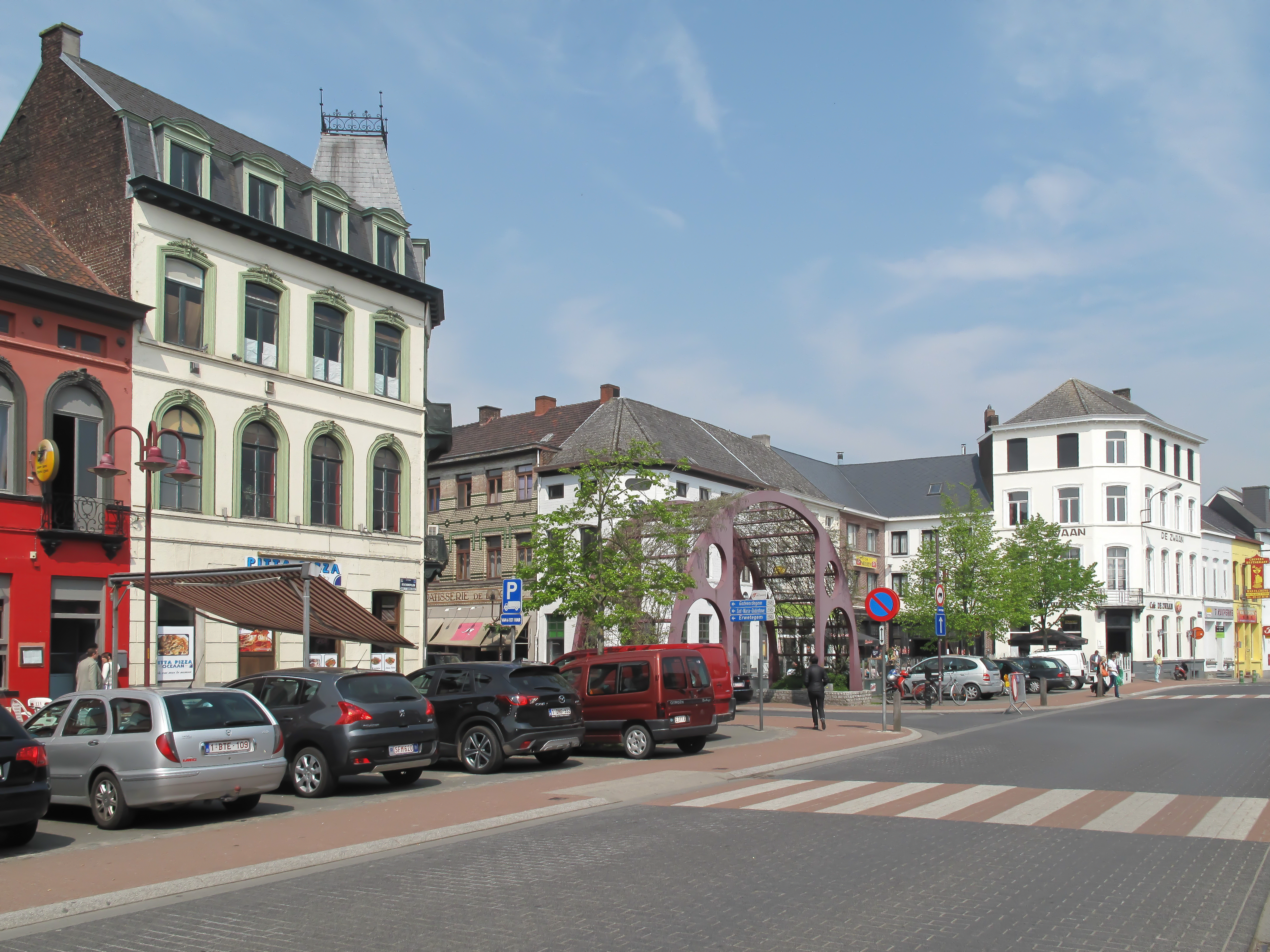
Stationsplein met Centrumpoort in 2013
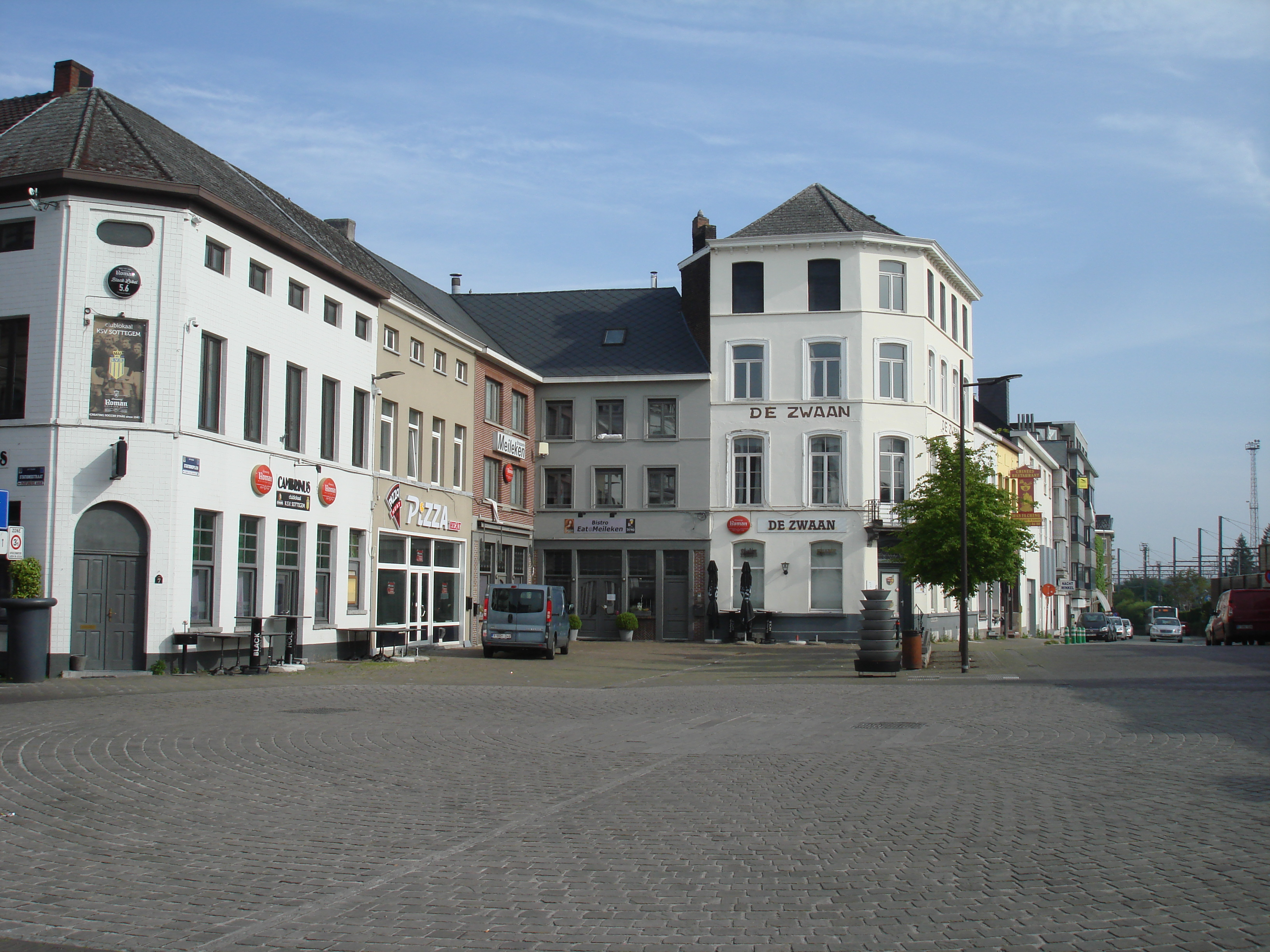
Stationsplein in 2020
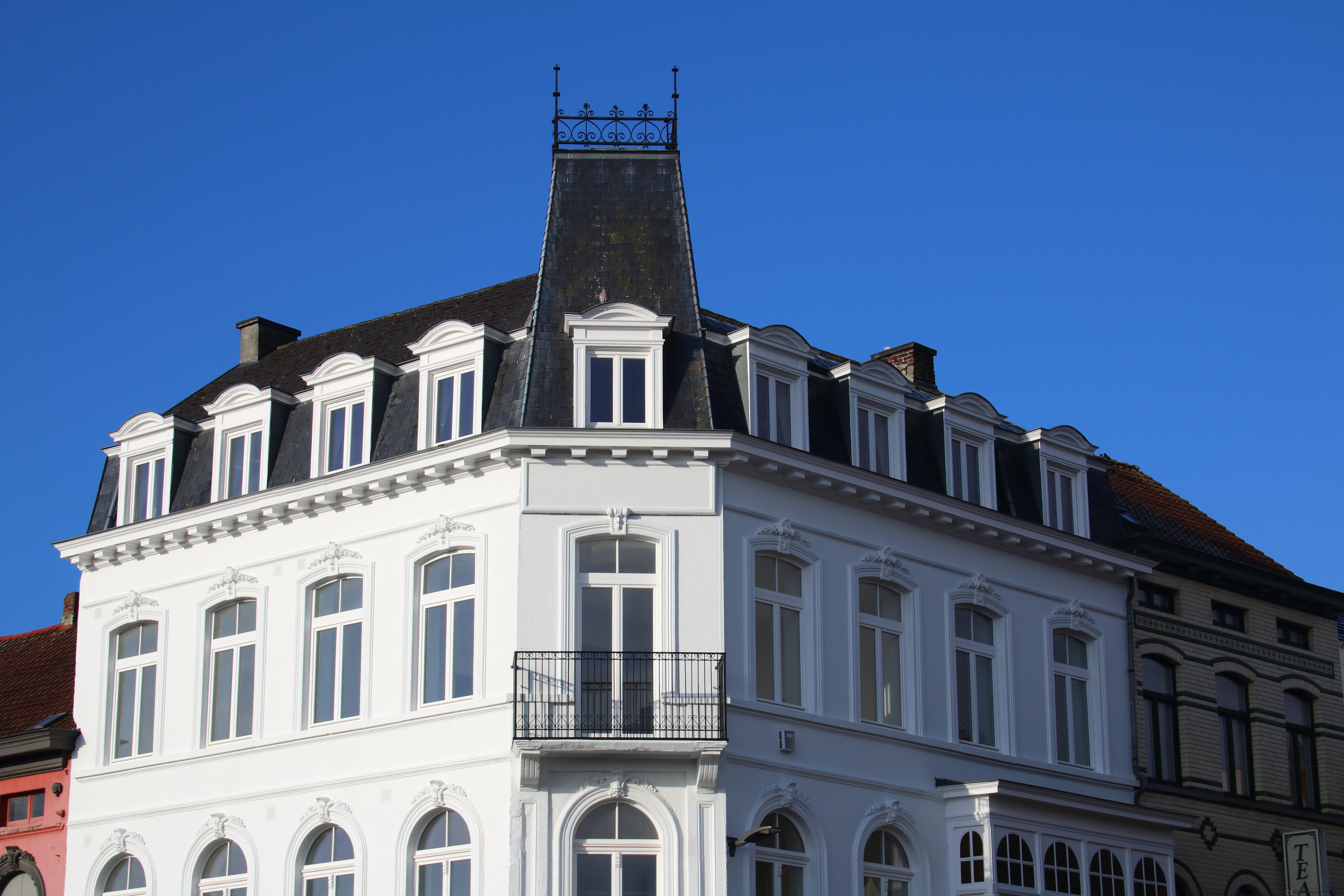
Voormalig Hôtel du Petit Bruxelles